# Гаррісвілл (Мічиган)
Гаррісвілл (англ. Harrisville) — місто (англ. city) в США, в окрузі Алкона штату Мічиган. Населення — 437 осіб (2020).

## Географія
Гаррісвілл розташований за координатами 44°39′26″ пн. ш. 83°17′41″ зх. д. / 44.65722° пн. ш. 83.29472° зх. д. (44.657230, -83.294723).  За даними Бюро перепису населення США в 2010 році місто мало площу 1,58 км², уся площа — суходіл.

## Демографія
Згідно з переписом 2010 року, у місті мешкали 493 особи в 231 домогосподарстві у складі 130 родин. Густота населення становила 311 особа/км².  Було 329 помешкань (208/км²).
Расовий склад населення:
| - 96,6 % — білих - 1,0 % — корінних американців - 0,6 % — чорних або афроамериканців - 0,2 % — азіатів |

До двох чи більше рас належало 1,0 %. Частка іспаномовних становила 2,4 % від усіх жителів.
За віковим діапазоном населення розподілялося таким чином: 16,4 % — особи молодші 18 років, 54,0 % — особи у віці 18—64 років, 29,6 % — особи у віці 65 років та старші. Медіана віку мешканця становила 51,6 року. На 100 осіб жіночої статі у місті припадало 81,9 чоловіків;  на 100 жінок у віці від 18 років та старших — 81,5 чоловіків також старших 18 років.
Середній дохід на одне домашнє господарство  становив 38 579 доларів США (медіана — 26 389), а середній дохід на одну сім'ю — 55 622 долари (медіана — 38 750). За межею бідності перебувало 29,6 % осіб, у тому числі 32,1 % дітей у віці до 18 років та 12,9 % осіб у віці 65 років та старших.
Цивільне працевлаштоване населення становило 106 осіб. Основні галузі зайнятості: освіта, охорона здоров'я та соціальна допомога — 26,4 %, публічна адміністрація — 15,1 %, виробництво — 10,4 %, мистецтво, розваги та відпочинок — 8,5 %.